# Rodwayella sessilis
Rodwayella sessilis är en svampart som först beskrevs av Rodway, och fick sitt nu gällande namn av Spooner 1987. Rodwayella sessilis ingår i släktet Rodwayella och familjen Hyaloscyphaceae.   Inga underarter finns listade i Catalogue of Life.